# 1127
| 1127               |
| ------------------ |
| Dødsfald - Fødsler |
|                    |

| Gregoriansk kalender | 1127 MCXXVII            |
| Ab urbe condita      | 1880                    |
| Armensk kalender     | 576 ԹՎ ՇՀԶ              |
| Kinesiske kalender   | 3823 – 3824 丙午 – 丁未 |
| Etiopisk kalender    | 1119 – 1120             |
| Jødisk kalender      | 4887 – 4888             |
| Hindukalendere       |                         |
| - Vikram Samvat      | 1182 – 1183             |
| - Shaka Samvat       | 1049 – 1050             |
| - Kali Yuga          | 4228 – 4229             |
| Iransk kalender      | 505 – 506               |
| Islamisk kalender    | 521 – 522               |

Konge i Danmark: Niels 1104-1134
Se også 1127 (tal)

## Begivenheder
- Konrad 3. af Franken bliver tysk modkonge
- Neumünster grundlægges

## Født
- Esbern Snare (Hvide)
- kejser Go-Shirakawa af Japan

## Dødsfald
- Karl den Danske af Flandern bliver dræbt under et oprør i Brügge
- Vilhelm 2. af Apulien